# Niesamowite przygody dziesięciu skarpetek (czterech prawych i sześciu lewych)
Niesamowite przygody dziesięciu skarpetek (czterech prawych i sześciu lewych) – książka dla dzieci z cyklu Niesamowite przygody dziesięciu skarpetek. Napisana przez Justynę Bednarek. Opowiada o 10 skarpetkach, które uciekają z domu mamy i jej córki Basi (zwanej przez rodziców Małą Be), aby przeżyć różne przygody. Książka otrzymała nagrody literackie (Przecinek i Kropka Empiku oraz Nagroda Literacka Miasta Stołecznego Warszawy) i stała się lekturą szkolną dla klas I–III od 2017 roku.
Książka jest ilustrowana przez Daniela de Latour. Jest ona pierwszą częścią cyklu (do 2024 roku w cyklu ukazało się dziewięć pozycji).

## Fabuła
W domu Małej Be ciągle znikają skarpetki. Kiedy na pomoc zostaje wezwany hydraulik, odkrywa tajemniczą dziurę. To przez nią skarpetki, zmęczone życiem w koszu na brudną bieliznę lub w pralce, decydują się na ucieczkę w poszukiwaniu własnego przeznaczenia. Każda z nich przeżywa inne przygody: od kariery w stylu Hollywood po opiekę nad osieroconymi myszkami.

## Odbiór

### Status lektury szkolnej, tłumaczenia, adaptacje
Wkrótce po premierze książka zdobyła znaczącą popularność wśród czytelników i krytyków. Doczekała się miejsca na liście lektur szkolnych w klasach I–III (od 2017) i została nią w kolejnej dekadzie (stan na 2024/2025). Została przetłumaczona na języki takie jak: rosyjski, grecki, czeski, holenderski, hiszpański i włoski. Na podstawie tej książki wydano sztukę w łódzkim teatrze Pinokio.

### Nagrody
Była wiele razy nagradzana. Książka zdobyła tytuł Najlepszej Książki Dziecięcej w konkursie Empiku Przecinek i Kropka oraz Nagrodę Literacką Miasta Stołecznego Warszawy. Była nominowana w konkursie IBBY do tytułu Najpiękniejszej Książki Roku Polskiego Towarzystwa Wydawców Książek oraz znalazła się na liście 15 najlepszych książek roku 2016 według portalu Juniorowo.pl.
Lista nagród, wyróżnień i nominacji:
- Przecinek i Kropka rok 2016[14]
- Konkurs IBBA rok 2016[15]
- Nagroda literacka miasta stołecznego Warszawa rok 2016[15]
- Lista 15 najlepszych książek według juniorowa rok 2016[10]

## Analiza
Bednarek w wywiadach niekiedy twierdziła, że książka była jej debiutem literackim, aczkolwiek w rzeczywistości było nim opowiadanie „Lenek i podróż” (2002). Autorka stwierdziła również, że inspiracją dla książki było jej dzieciństwo, aczkolwiek w innym miejscu jako inspirację podała widok porzuconej na chodniku skarpety. Bohaterka książki, Mała B., jest inspirowana córką autorki. 
Według Alicji Anna Ungeheuer-Gołąb, piszącej w 2021 dla czasopisma „Edukacja Elementarna w Teorii i Praktyce”, postać skarpetki jest wzorem kulturowym dla współczesnych czytelników dziecięcych. Według Ungeheuer-Gołąb, wybór skarpetek na postaci-wzorce jest podejściem nowoczesnym, zgodnym ze współczesnymi nurtami myślenia o literaturze, sztuce i pedagogice, a dzięki postaciom skarpetek [opowiadania Bednarek] stają się  opowieściami na wskroś nowoczesnymi", mimo powielenia pewnych tradycyjnych schematów i konstrukcji. Skarpetki Benarek "stały się kimś rangi  Misia  Uszatka, Plastusia, Kubusia Puchatka. Ungeheuer-Gołąb pisze, że wybierając skarpetki na głównych bohaterów swoich utworów, Bednarek odkrywa... zupełnie nowe obszary poznawcze w literaturze dla dzieci, umożliwiając odniesienia do ludzkiej cielesności i kultury poprzez nietypowy wybór bohatera literackiego. Zauważa też, że Tekst Bednarek wyrasta ze współczesnej dekonstruktywnej myśli o świecie, która zachęca do wyróżniania tego, co zwykle uznawane jest za gorsze, brzydsze, albo po prostu nie jest zauważane; inaczej mówiąc, wybór skarpetek na bohaterów zachęca do myślenia o rzeczach na pierwszy rzut oka nieważnych, ale jednak istotnych. Ungeheuer-Gołąb zauważa też, że za sprawą polskiej odmiany  rodzajowej wszystkie skarpetki są płci żeńskiej, co nadaje utworom pewien wymiar feministyczny, zwłaszcza, gdy gdy skarpetka podejmuje się tzw. męskiego zadania (np. jest strażakiem, ratownikiem, superbohaterem, itp.). Sam cykl ocenia pozytywnie, zwracając uwagę na takie pedagogicznie ważne myśli przewodnie jak że nie można oceniać innych ze względu na przyjętą opinię, bo każdy może dokonać naprawdę istotnych rzeczy czy aby być szczęśliwym, wcale nie trzeba być do pary i pisze, że Cykl o skarpetkach pokazuje drogę wyjścia z impasu, znalezienia celu, wiary w siebie, a czasem odkrycia własnej tożsamości., a także, w konkluzji, że w prostocie postaci skarpetki, w jej prozaiczności odzywa się filozoficzne pytanie o to, co widzimy i na co zwracamy uwagę, żyjąc. 
Według Małgorzaty Ewy Chrobak, piszącej w 2022 dla czasopisma „Paidia i Literatura”, ilustracje Daniela de Latour nawiązują do stylu Bohdana Butenki i do konwencji komiksu. Chrobak zauważa, że puentą historii jest spostrzeżenie, że sposób percypowania świata przez dzieci i dorosłych różni się diametralnie. Odnosząc się do całej serii autorki o skarpetkach (nazywanego przez Chrobak serią skarpetkową), pisze ona, że zawiera on bardzo liczne nawiązania literackie, zarówno do tekstów klasycznych (zaczynając od mitów greckich) jak i nowszej popkultury (np. nawiązania do superbohaterów), a także sloganów i haseł reklamowych; nawiązania te uznaje nie tylko za wartościowe edukacyjnie dla dzieci, ale także za dające satysfakcję dorosłemu czytelnikowi. 
W tym samym roku, w tym samym czasopiśmie Małgorzata Wójcik-Dudek w kontekście fizycznej formy bohatera – skarpetki, napisała, że w twórczości Bednarek najsilniejszą reprezentację w przedstawianiu człowieka uwikłanego w świat ma nić oraz jej dosłowne i symboliczne znaczenia.
Według badań Anny Józefowicz, piszącej w tym samym roku dla czasopisma „Podstawy Edukacji”, książka jest popularna wśród dzieci, aczkolwiek wielu nauczycieli twierdziło, że to wybór dzieci, nie ich, nie rozumiejąc fenomenu tej książki.